# Mezzo (skrivbordsmiljö)
Mezzo är en skrivbordsmiljö för huvudsakligen Symphony OS men som fungerar i nästan alla linuxdistributioner. Mezzo skapades för att Jason Spisak (en av Symphony OS skapare) tyckte att alla andra system hade så jobbiga skrivbordsmiljöer.
Mezzo har fyra knappar i hörnen (där det anses lättast att komma åt dem) för att nå filer, program, skräp respektive enheter/inställningar. Dessutom använder Mezzo fullskärmsmenyer istället för popupmenyer som i Windows, KDE och GNOME.